# Schalkstein
Der Schalkstein ist ein einzeln stehender Sandsteinfelsen im Zittauer Gebirge bei Jonsdorf in Sachsen.

## Beschreibung
Er steht etwa 300 m südlich der Nonnenfelsen im Naturschutzgebiet Jonsdorfer Felsenstadt. Der Felsen ist 30 m hoch und von fast rechteckigem Grundriss. Sein Sandstein ist mit zahlreichen Eisenerzbändern durchsetzt.

## Bergsport
Der Schalkstein ist ein beliebter Kletterfelsen. Er wurde erstmals 1898 von Gustav Lindner aus Jonsdorf bestiegen. Heute weist der Deutsche Alpenverein 18 Kletterrouten der Schwierigkeit II bis VIIIb nach dem sächsischen Bewertungssystem aus.

## Etymologie
Der Name des Felsens geht auf den früheren Aufenthalt von Dieben zurück, die in der Gegend „Schälke“ genannt wurden.

## Legende
Der Sage nach ist im Schalkstein ein Schatz verborgen, dessen genauen Ort niemand kennt. Aber in der Johannisnacht erblüht auf dem Gipfel eine wundervolle Blume. Derjenige, der so glücklich ist, sie zu erblicken, erhält den Schatz.